# Клерикализам
Клерикализам је појава да свештенство настоји да на одлучујући начин утиче на политички и друштвени живот, реализујући своје верске вредности и морална начела на начин како то свештенству највише одговара. Клерикализам је супротан начелу одвојености цркве од државе.
Клерикализам се обично јавља у три облика:
- привредном
- политичком
- културном

Привредни се развио у периоду феудализма који је клирике начинио поседницима великих имања од којих су они добијали приходе. На Истоку су у овом периоду манастири, а не појединци, имали велике поседе, али којима су, свакако, управљали клирици па је у обе варијанте клир био један од стубова феудалне привреде. Са нестанком феудалног поретка нестао је и овај облик средњовековног клерикализма.
Политички клерикализам се јавља у предмодерним друштвима где свештенство има велику моћ, а црква заузима централно место у свим сферама, како личног, тако и државног живота. Давањем легитимитета и сакрализацијом друштвене моћи она је обезбеђивала себи политичност и конкретну световну моћ, било директно што је био чешћи случај на Западу, било индиректно, блискошћу, а у новијој историји чак и потпуном потчињеношћу носиоцима власти, што је био чешћи случај на Истоку. Овај облик нестаје упоредо са нестанком традиционалних друштава и демократизацијом друштва, а пре свега престанком потребе да политичка моћ има сакрални извор и легитимитет.
Под културним клерикализмом подразумевамо културну и образовну надмоћ клира која је вековима била уобичајена појава свих друштава. Најобразованији, а у појединим периодима и једини писмени слој друштва су били клирици. Овај облик клерикализма нестаје увођење општег и обавезног образовања. Знање постаје приступачно свима, а елитизам је строго лично, а не више сталешко достигнуће.
Насупрот њој, појавили су се и антиклерикални покрети, који су хтели да потпуно одвоје цркву од државе.